# The Union (film)
The Union är en amerikansk actionthillerfilm från 2024. Filmen är regisserad av Julian Farino efter ett manus skrivet av Joe Barton och David Guggenheim. Filmen hade premiär på Netflix den 16 augusti 2024.

## Handling
Filmen kretsar kring byggnadsarbetaren Mike från Jersey som kastas in i spioners och hemliga agenters värld när hans ex-flickvän Roxanne rekryterar honom till ett hemligt uppdrag.

## Rollista (i urval)
- Mark Wahlberg – Mike McKenna
- Halle Berry – Roxanne Hall
- Mike Colter – Nick Faraday
- J. K. Simmons – Tom Brennan
- Jackie Earle Haley – Foreman
- Adewale Akinnuoye-Agbaje – Frank Preiffer
- Alice Lee – Athena Kim
- Jessica De Gouw – Juliet Quinn
- James McNemamin – Rick Healy